# Centris mixta
Centris mixta är en biart som beskrevs av Heinrich Friese 1904. Centris mixta ingår i släktet Centris och familjen långtungebin. Inga underarter finns listade.